# اچ‌ام‌ای‌اس جرالدتن (جی۱۷۸)
اچ‌ام‌ای‌اس جرالدتن (جی۱۷۸) (به انگلیسی: HMAS Geraldton (J178)) یک کشتی است که طول آن ۱۸۶ فوت (۵۷ متر) می‌باشد. این کشتی در سال ۱۹۴۱ ساخته شد.